# Europese filmprijzen

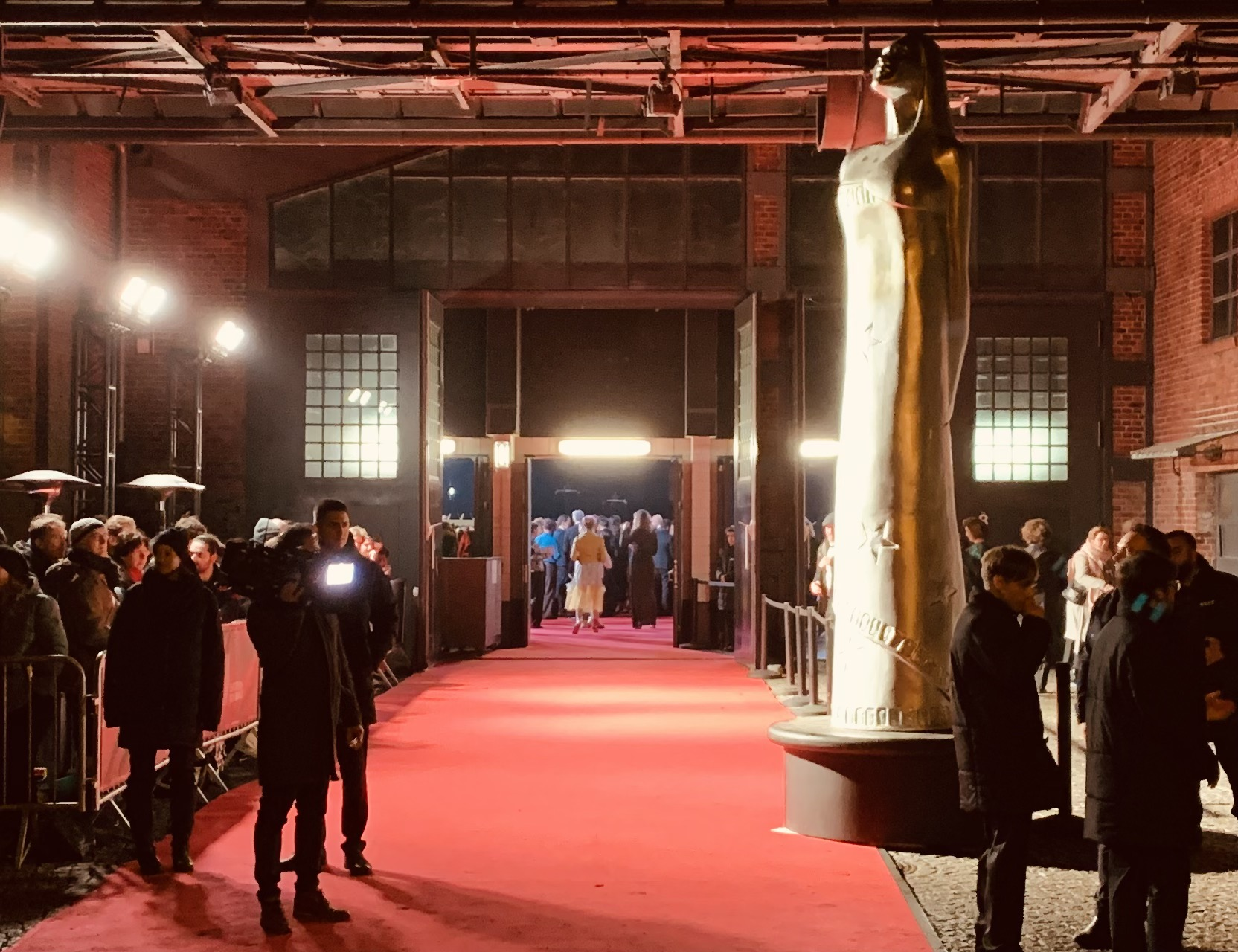
Europese filmprijzen, 2023

De Europese filmprijzen (Engels: European Film Awards) worden sinds 1988 jaarlijks uitgereikt door de European Film Academy om Europese filmprestaties te erkennen. Ze werden oorspronkelijk de Felix Awards genoemd. De prijzen worden uitgereikt in meer dan tien categorieën waarvan Film van het jaar de belangrijkste is. De onderscheidingen worden alleen uitgereikt aan Europese films, producenten en acteurs. De prijzen worden gekozen door de meer dan tweeduizend vijfhonderd leden van de European Film Academy.

## Locaties
Berlijn, de thuishaven van de European Film Academy is de stad waar de meeste uitreikingen plaatsvonden.
| Plaats     | Land                | Aantal | Jaren                                                                                          |
| ---------- | ------------------- | ------ | ---------------------------------------------------------------------------------------------- |
| Barcelona  | Spanje              | 1      | 2004                                                                                           |
| Berlijn    | Duitsland           | 16     | 1988, 1993, 1994, 1995, 1997, 1999, 2001, 2003, 2005, 2007, 2011, 2013, 2015, 2017, 2019, 2023 |
| Bochum     | Duitsland           | 1      | 2009                                                                                           |
| Glasgow    | Verenigd Koninkrijk | 1      | 1990                                                                                           |
| Kopenhagen | Denemarken          | 1      | 2008                                                                                           |
| Londen     | Verenigd Koninkrijk | 1      | 1998                                                                                           |
| Luzern     | Zwitserland         | 1      | 2024                                                                                           |
| Parijs     | Frankrijk           | 2      | 1989, 2000                                                                                     |
| Potsdam    | Duitsland           | 3      | 1991, 1992, 1996                                                                               |
| Reykjavik  | IJsland             | 1      | 2022                                                                                           |
| Riga       | Letland             | 1      | 2014                                                                                           |
| Rome       | Italië              | 1      | 2002                                                                                           |
| Sevilla    | Spanje              | 1      | 2018                                                                                           |
| Tallinn    | Estland             | 1      | 2010                                                                                           |
| Valletta   | Malta               | 1      | 2012                                                                                           |
| Warschau   | Polen               | 1      | 2006                                                                                           |
| Wrocław    | Polen               | 1      | 2016                                                                                           |